# زخة شهب

زخات شهب إيتا أكواريد، مع الضوء البروجي والكواكب المحددة والمسماة

زخات الشهب هي ظاهرة فلكية تُشاهد فيها مجموعة من الشهب تبدو وكأنها تنبعث من نقطة محددة في سماء الليل. تنتج هذه الظاهرة عن دخول تيارات من الحطام الكوني، المعروفة بالنيازك الدقيقة، إلى الغلاف الجوي للأرض بسرعات عالية وفي مسارات متوازية. نظرًا لصغر حجم معظم هذه الشهب، الذي يقل عن حجم حبة الرمل، فإنها تتفتت تمامًا قبل أن تصل إلى سطح الأرض. تُسمى زخات الشهب القوية أو النادرة بانفجارات أو عواصف الشهب، والتي قد تنتج أكثر من 1,000 شهاب في الساعة، مثل زخات شهب كوكبة الأسد (الأسديات).
وفقًا لمركز بيانات الشهب، هناك أكثر من 900 زخة شهابية مشتبه بها، من بينها حوالي 100 زخة موثقة ومعروفة جيدًا. بالإضافة إلى ذلك، توفر العديد من المنظمات فرصًا عبر الإنترنت لمتابعة ورصد هذه الظاهرة،  بينما تنشر وكالة ناسا خريطة يومية توضح مواقع زخات الشهب النشطة.

## التطورات التاريخية
في أغسطس 1583، سجلت زخة شهب في مخطوطات تمبكتو. وفي العصر الحديث، شهد العالم أول عاصفة شهابية كبيرة مع زخة شهب الأسد في نوفمبر 1833. قدرت إحدى الدراسات معدل الشهب بأكثر من مئة ألف شهاب في الساعة خلال ذروتها، بينما أظهرت حسابات لاحقة أن ما يزيد عن مئتي ألف شهاب شوهدوا خلال تسع ساعات في المناطق الواقعة شرق جبال روكي بأمريكا الشمالية.
كان الأمريكي دينيسون أولمستيد (1791–1859) أول من قدم تفسيرًا علميًا دقيقًا لهذا الحدث. فبعد أسابيع من جمع البيانات في عام 1833، نشر نتائجه في يناير 1834 في مجلة العلوم والفنون الأمريكية، واستمر في توثيق النتائج حتى يناير 1836. أوضح أولمستيد أن الزخة كانت قصيرة ولم تُرصد في أوروبا، وأن الشهب بدت وكأنها تشع من نقطة في كوكبة الأسد. كما افترض أن مصدر الشهب كان سحابة من الجسيمات الفضائية. وعلى الرغم من مواصلة البحث، بقي فهم الطبيعة السنوية لهذه الظاهرة لغزًا محيرًا لبعض الوقت.
في القرن التاسع عشر، كانت طبيعة الشهب محل نقاش مستمر بين العلماء. حيث اعتبرها العديد من الباحثين مثل ألكسندر فون همبولت وأدولف كويتيليه ويوهان شميدت، مجرد ظاهرة جوية. إلا أن الفلكي الإيطالي جيوفاني سكيابارلي أثبت العلاقة بين الشهب والمذنبات من خلال عمله "ملاحظات حول النظرية الفلكية للنجوم الساقطة" عام 1867.
وفي تسعينيات القرن ذاته، قام الفلكيان الإيرلندي جورج جونستون ستوني والبريطاني آرثر ماثيو ويلد داونينغ بمحاولة رائدة لحساب موقع الغبار المتواجد في مدار الأرض. وركزت دراستهما على الغبار الناتج عن المذنب 55P/تمبل-تاتل في عام 1866، قبل عودة زخة شهب الأسد المتوقعة في عامي 1898 و1899. وعلى الرغم من التوقعات بحدوث عواصف شهب، أظهرت الحسابات أن معظم الغبار سيكون بعيدًا عن مدار الأرض. كما توصل أدولف بيربريش من معهد الحساب الفلكي الملكي في برلين إلى نتائج مشابهة بشكل مستقل. وأكد غياب عواصف الشهب خلال ذلك الموسم صحة هذه الحسابات، مما أظهر الحاجة إلى تطوير أدوات حسابية أكثر دقة لتحقيق توقعات أفضل.
في عام 1981، أجرى دونالد ك. يومانس من مختبر الدفع النفاث مراجعة لتاريخ زخات شهب الأسد ومسار المذنب تمبل-تاتل. ونُشر رسم بياني في مجلة Sky and Telescope يوضح مواقع الأرض والمذنب، مع إبراز المناطق التي مرت فيها الأرض عبر غبار كثيف. أظهر الرسم أن معظم الجسيمات كانت خلف وخارج مسار المذنب، بينما كانت مسارات الأرض التي شهدت عواصف شهابية قوية قريبة جدًا من مناطق شبه خالية من النشاط.
وفي عام 1985، تمكن إ. د. كوندراتيفا وإ. أ. ريزنيكوف من جامعة قازان من تحديد السنوات التي أُطلق فيها الغبار المسؤول عن عواصف شهب سابقة لزخة شهب الأسد. وفي عام 1995، تنبأ بيتر جينيسكينز بانفجار شهب ألفا مونوسيروتيدات بناءً على مسارات الغبار. استخدم روبرت ماكنوت، وديفيد آشر، وإسكو ليتينن من فنلندا هذه الطريقة لأول مرة في الغرب عند توقع عاصفة شهب الأسد لعام 1999. لاحقًا، في عام 2006، نشر جينيسكينز توقعات تفصيلية للقاءات مع مسارات الغبار المستقبلية على مدى الخمسين عامًا التالية. ويواصل جيريمي فوبايون تحديث هذه التوقعات سنويًا، مستندًا إلى الملاحظات من خلال معهد الميكانيكا السماوية وحساب التقويمات.

## النقطة المشعة

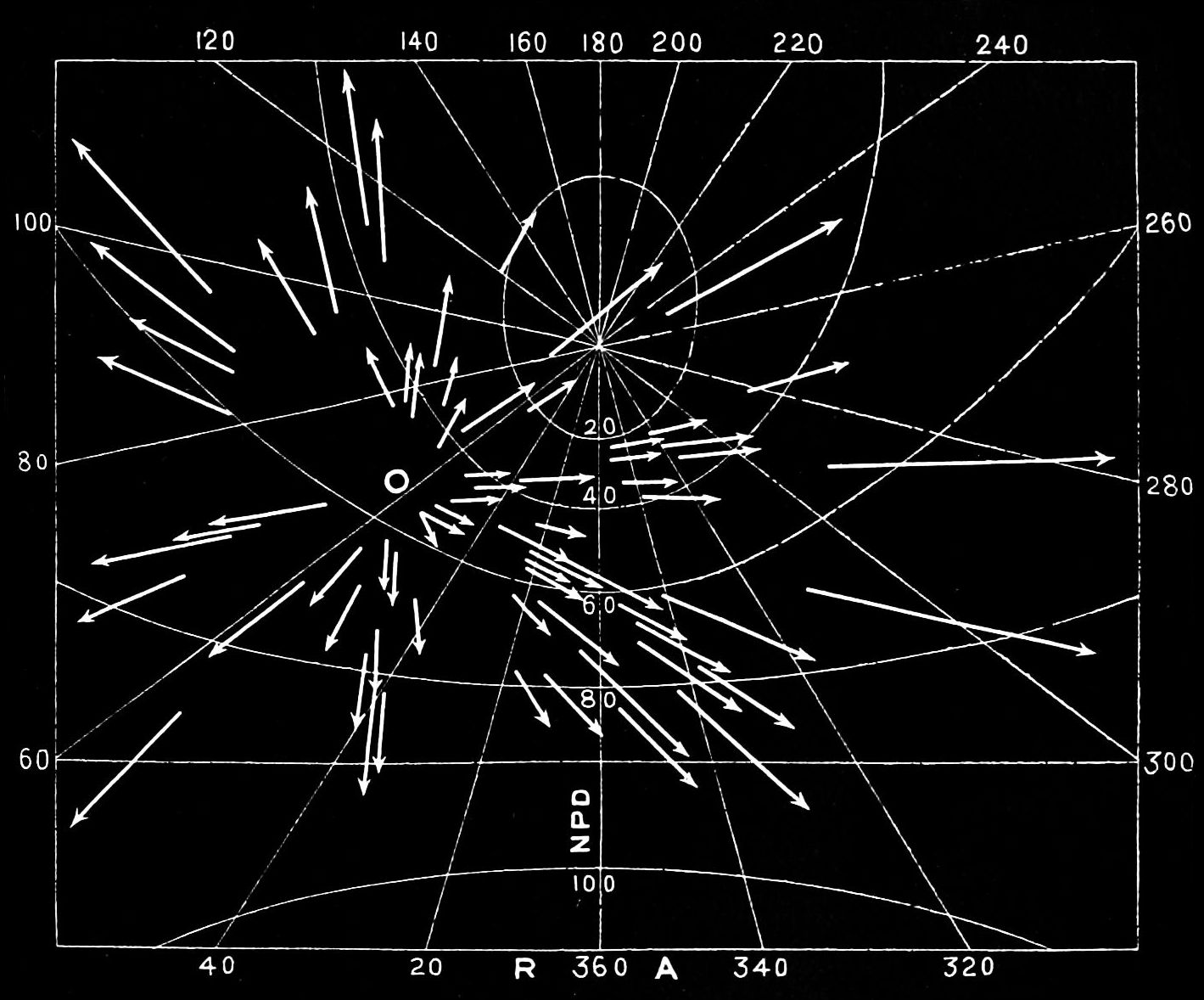
زخات الشهب على الخريطة

نظرًا لأن جزيئات زخات الشهب تتحرك جميعها في مسارات متوازية وبنفس السرعة، فإنها تبدو للمراقب من الأرض وكأنها تشع أو تنبعث من نقطة واحدة في السماء. تُعرف هذه النقطة بنقطة الإشعاع، وهي ناتجة عن تأثير المنظور، وهو يشبه التقاء قضبان السكك الحديدية المتوازية عند نقطة تلاشي على الأفق. عادةً ما تُسمى زخات الشهب نسبةً إلى الكوكبة التي يبدو أن الشهب تنبعث منها. تتحرك هذه "النقطة الثابتة" ببطء عبر السماء أثناء الليل نتيجة دوران الأرض حول محورها، وهو نفس السبب الذي يجعل النجوم تبدو وكأنها تتحرك ببطء عبر السماء. كما تتحرك نقطة الإشعاع قليلاً من ليلة إلى أخرى بالنسبة لخلفية النجوم (تُعرف بانجراف الإشعاع) بسبب حركة الأرض في مدارها حول الشمس. لمزيد من المعلومات، يمكن الرجوع إلى "تقويم زخات الشهب 2017" الخاص بالمنظمة الدولية للشهب (IMO) للاطلاع على خرائط لنقاط الإشعاع المتحركة.
الوقت المثالي لمشاهدة زخات الشهب هو قبيل الفجر مباشرةً، عندما تكون نقطة الإشعاع المتحركة في أعلى موقع لها في السماء ليلاً، حيث تكون الشمس قد بدأت بالاقتراب من الأفق الشرقي. يوفر هذا التوقيت توازنًا مثاليًا بين رؤية العدد الأقصى للشهب وبين السطوع المتزايد للسماء الذي قد يصعب معه رؤية الشهب.

## التسمية
تُسمى زخات الشهب استنادًا إلى الكوكبة الأقرب أو النجم الساطع الذي يحمل حرفًا يونانيًا أو رومانيًا قريبًا من موقع نقطة الإشعاع في ذروة الزخة، مع استبدال التصريف الملكي اللاتيني بـ "id" أو "ids". على سبيل المثال، الشهب التي تنبعث بالقرب من النجم دلتا أكواريوس، الذي يصنف ضمن التصريف "-i"، تُسمى دلتا أكوارييد. يتولى فريق العمل المعني بتسمية زخات الشهب في الاتحاد الفلكي الدولي ومركز بيانات الشهب التابع له متابعة تسميات زخات الشهب وتوثيق أي منها تم اعتماده رسميًا.

## أصل تيارات النيازك

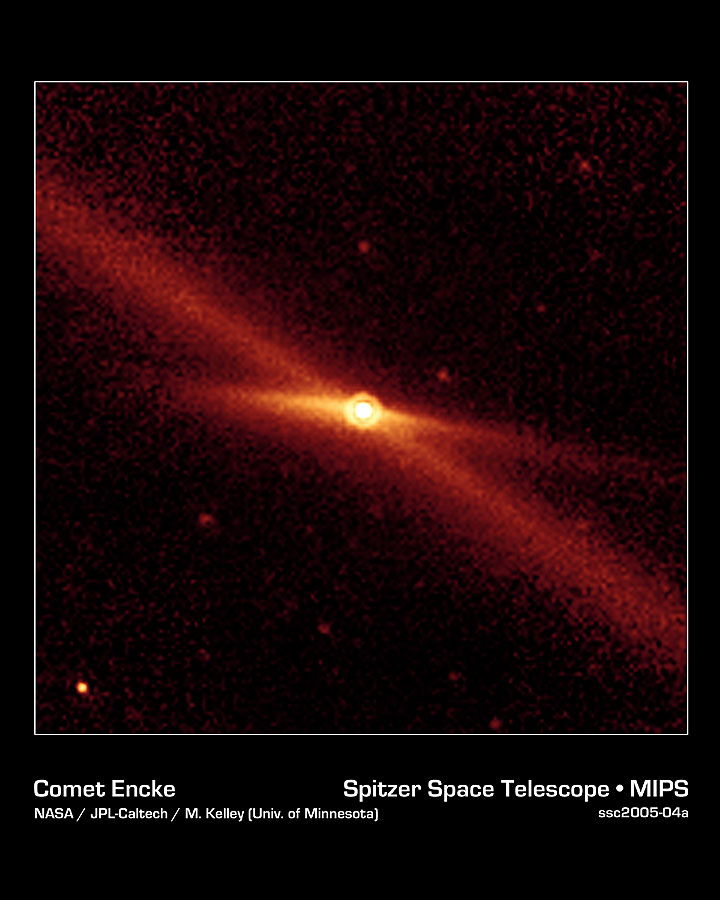
المسار النيزكي للمذنب إينكي وهو التوهج الأحمر القطري.

تنتج زخات الشهب نتيجة تفاعل بين كوكب مثل الأرض وتيارات الحطام الناتجة من مذنب (أو أحيانًا كويكب). يمكن للمذنبات أن تُنتج الحطام عبر سحب بخار الماء، كما أظهر فريد ويبل في عام 1951، أو نتيجة التفتت. وصف ويبل المذنبات بأنها "كرات ثلجية قذرة" تتكون من صخور مدفونة في الجليد وتدور حول الشمس. يمكن أن يكون "الجليد" مكونًا من الماء أو الميثان أو الأمونيا أو مواد متطايرة أخرى، سواء بشكل منفرد أو مجتمعة. أما "الصخور" فقد تتفاوت أحجامها من ذرة غبار صغيرة إلى صخرة صغيرة. الأجسام بحجم ذرات الغبار هي الأكثر شيوعًا بمقدار كبير مقارنة بحبيبات الرمل، التي بدورها أكثر شيوعًا من الحصى، وهكذا. وعندما يسخن الجليد ويتسامي، يجر البخار معه الغبار والرمل والحصى.
عند مرور المذنب بالقرب من الشمس في مداره، يتبخر جزء من جليده، ويُقذف عدد من النيازك. تنتشر هذه النيازك على طول المسار الكامل للمذنب، مكونة سيلًا من النيازك، والذي يُعرف أيضًا بـ "مسار الغبار" (على عكس "ذيل الغاز" للمذنب الذي يتكون من الجسيمات الصغيرة التي يتم دفعها بسرعة بواسطة ضغط الإشعاع الشمسي).
جادل بيتر جينيسكينز في الآونة الأخيرة بأن معظم زخات الشهب قصيرة الدورة لا تأتي من سحب بخار الماء العادية للمذنبات النشطة، بل هي نتيجة لتفكك غير متكرر، حيث تنفصل قطع كبيرة عن مذنب خامد في الغالب. من أمثلة ذلك زخة الشهب "كوادرانتيد" و"جمنيد"، التي نشأت عن تفكك أجسام تشبه الكويكبات مثل (196256) 2003 EH1 و3200 فايثون منذ حوالي 500 و1000 عام على التوالي. تميل القطع إلى التفكك بسرعة إلى غبار ورمل وحصى وتنتشر على طول مدار المذنب، لتشكل سيلًا كثيفًا من النيازك، الذي يتطور لاحقًا ليصطدم بمسار الأرض.